# 平家蟹

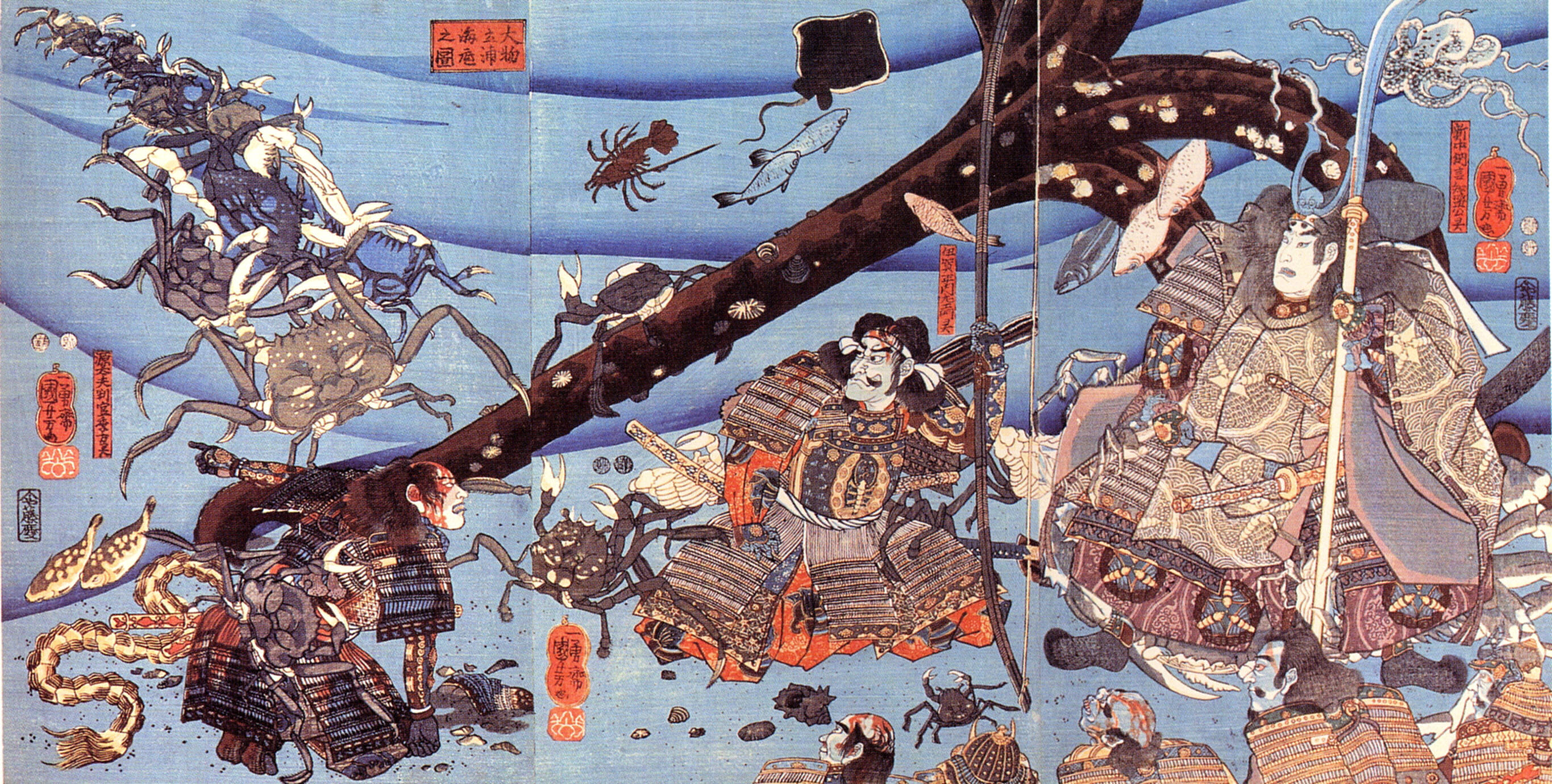
由歌川国芳所绘的浮世绘，其中有一类似人脸的平家蟹（左）

平家蟹，又称日本平家蟹（学名：Heikeopsis japonica，日语：／ Heikegani */?），是一个关公蟹科平家蟹属下的物种。平家蟹背甲的纹路像是一张发怒的武士脸。来自《平家物语》中的传说称，源平合战身死的平家武士转世成为这种螃蟹，这种螃蟹因此得名“平家蟹”。平家蟹原生于日本，在中国、韩国、越南等地亦有分布。

## 生物学特征
平家蟹生活在潮间带到水深130米处之间的沙底。平家蟹有一对螯足、四对步足，其中前两对步足瘦长，第二对步足比第一对长，长节边缘长有细颗粒与短毛；而后两对步足位于背面，相对短小、有短绒毛。雌蟹的螯足比雄蟹小。平家蟹背甲的宽比长略大，形似发怒的人脸，覆盖有密集短毛。
一种说法认为，背甲酷似人脸的平家蟹是因为存在人工选择的作用而出现的。这一学说认为，当地的渔民在捕捞时，如果看到捞到的螃蟹背甲形似人脸，便会联想到有关坛之浦之战的不祥传说。因此，害怕恶灵附身的渔民会将捕捞到的平家蟹之丢回水中，长此以往，平家蟹得以逃过人类捕捞，由此繁衍兴盛。但也有学者反对这样的说法。反对的理据主要有：已发掘出有酷似发怒人脸背甲特征的平家蟹化石，说明这种特征早已存在；平家蟹以及一些与其亲缘关系较近的物种在日本海域以外也有酷似发怒人脸背甲特征存在；平家蟹体积很小，本身就不适合食用。

## 分布
平家蟹分布于日本、中国、韩国、越南，原生于日本。中国的平家蟹分布于东海、黄海、渤海，以及南海海域。

## 文化
因平家蟹的背甲酷似发怒的武士脸，因此日本传说中将平家蟹与坛之浦之战中落命的武士相联系。《平家物语》中的故事称，源平合战中平家与源氏的军队在坛之浦大战。坛之浦大战以源氏大胜、彻底击溃平家势力、奠定镰仓幕府根基告终，而平家的大量武士在此战中坠海丧命。丧命的平家武士亡灵转世后成为了背甲酷似发怒人脸的平家蟹。